# Distretto di Bellary
Il distretto di Bellary è un distretto del Karnataka, in India, di 2 025 242 abitanti. È situato nella divisione di Gulbarga e il suo capoluogo è Bellary.
Nel distretto si trova il celeberrimo sito archeologico di Hampi.